# Макдональд, Аласдер
Аласдер Макдональд (англ. Alasdair MacDonald; гэльск. Alasdair MacDomhnaill; ок. 1620 — 1647), по прозвищу Макколла (гэльск. MacColla) — шотландско-ирландский полководец, активный участник гражданской войны в Шотландии.

## Молодые годы
Аласдер Макдональд был сыном Коллы «Левши» из шотландского клана Макдональд. В честь своего отца он получил прозвище «Макколла» (по-гэльски сын Коллы). Иногда его так же, как и отца, называли «Левшой» ( Ciotach). Родившись на Внутренних Гебридах, Аласдер в детстве стал свидетелем активного наступления центральной власти на полу-автономные гэльские регионы западной части Шотландии. Проводником политики унификации и централизации был клан Кэмпбелл, возглавляемый графами Аргайла. Они изгоняли непокорных горцев, переселяя на их земли (особенно в Кинтайре) жителей равнинных областей страны. Наиболее пострадали от такой политики кланы Макдональд, Маклин, Маклеод и Макгрегор, многие члены которых вынуждены были бежать в Ирландию. В Ольстере Макдональды исторически были одним из крупнейших родов, поэтому именно они стали ядром оппозиции центральной власти и Кэмпбеллам.

## Восстания в Шотландии и Ирландии
С начала в 1637 году восстания в Шотландии в защиту пресвитерианской церкви и после принятия шотландцами «Национального ковенанта» в 1638 году, к межклановому противостоянию Макдональдов и Кэмпбеллов добавился религиозно-политический момент. Кэмпбеллы и их лидер Арчибальд, граф Аргайл поддержали ковенантское движение и выступили против короля Карла I. Макдональды, оставаясь по преимуществу католиками, присоединились к роялистам. Пользуясь полномочиями комиссара парламента Шотландии граф Аргайл возобновил наступление на горные кланы западной части страны и атаковал владения Макдональдов и Маклеодов на Гебридских островах. Отец Аласдера был схвачен, а сам Макколла вместе с другими членами клана бежал в Ирландию.
В 1641 году в Ольстере вспыхнуло восстание ирландских католиков против английских властей и протестантов. Аласдер вместе с другими членами клана Макдональд примкнул к восставшим и участвовал в массовых убийствах протестантских колонистов в Антриме. Здесь он впервые получил военный опыт, встав во главе одного из ирландских отрядов. Однако в конце 1641 года Макколла потерпел поражение при попытке захвата Лисберна и был серьёзно ранен. В следующем году в Ольстере высадился шотландский экспедиционный корпус, которому удалось изгнать отряды католиков из провинции.

## Победы в Шотландии
В 1644 году Аласдер Макдональд был назначен командующим небольшой ирландско-шотландской армии, набранной маркизом Антримом в Северной Ирландии для вторжения в Шотландию с целью свержения правления ковенантеров и восстановления власти короля. Под началом Макколлы оказалось около 1600 солдат, в основном эмигрантов и потомков эмигрантов из западной Шотландии (кланы Макдональд, Маклин, Маклеод). В июне 1644 года этот отряд высадился в Арднамурхане и, избегая атак ковенантских войск графа Сифорта, направился через горы в Атолл. Туда же в августе 1644 года прибыл с небольшой группой сторонников наместник короля в Шотландии Джеймс Грэм, маркиз Монтроз.
Отряд Макколлы перешёл под начало маркиза Монтроза, и объединённая армия 1 сентября 1644 года разгромила войска ковенантеров в сражении при Типпермуре. Это была первая победа роялистов в гражданской войне в Шотландии. За ней последовали сражения при Абердине, Инверлохи, Олдерне, Алфорде — во всех них ирландцы Макколлы показали себя как стойкие бойцы, эффективно противостоящие численно превосходящему противнику, что в значительной степени обеспечивало победы армии Монтроза. Макколле приписывают введение новой тактики боевых действий для шотландских горцев: быстрые перебежки в направлении противника, завершаемые залпом в упор и переходом в бой холодным оружием. Эта тактика в условиях крайне низкой скорострельности мушкетов противника и плохой дисциплины в войсках ковенантеров приносила победы роялистам. После очередного успеха в сражении при Килсайте в августе 1645 года Шотландия оказалась под властью Монтроза, ковенантские армии рассеяны, а их вожди бежали в Англию.
Участвуя в кампаниях Монтроза, Аласдер Макдональд и его солдаты не упускали из виду и своего главного противника — маркиза Аргайла и клан Кэмпбелл. В конце 1644 года Аласдер убедил Монтроза направить свою армию в Аргайл, и на протяжении нескольких последующих месяцев солдаты Макколлы занимались грабежами земель Кэмпбеллов, мародерствуя и убивая членов враждебного клана. По некоторым оценкам было убито более 800 человек, в основном мирных жителей. Так известен один эпизод, названный позднее «Амбар костей», когда по приказу Аласдера Макдональда был сожжён амбар, плотно набитый людьми из клана Кэмпбелл (включая женщин и детей). За эти действия Макколлы маркиз Аргайл казнил его отца, всё ещё находящегося в плену.

## Поражение и смерть
Зверства горцев Макколлы стали одной из причин того, что несмотря на серию триумфальных побед армии Монтроза, население Шотландии не поддержало роялистов. Сами горцы также не были ярыми сторонниками короля, предпочитая приносящую прибыль и удовлетворение борьбу с враждебными кланами неясным перспективам войны во имя Стюартов. Поэтому, когда в начале сентября 1645 года Монтроз отдал приказ о начале похода в Англию на соединение с основными силами короля Карла I, Макколла и его солдаты отказались последовать за генералом и ушли в Кинтайр продолжать разорение земель Кэмпбеллов. В результате, сильно ослабленная армия роялистов была 13 сентября 1645 года разбита ковенантерами в битве при Филипхоу.
После победы при Филипхоу парламентские войска перешли в наступление. В начале 1646 года новая армия маркиза Аргайла и Дэвида Лесли вторглась в Кинтайр. Отряды Макколлы ещё долгое время сопротивлялись, однако силы были не равны. Вскоре Аласдер Макдональд с остатками своих войск переправился в Ирландию.
В 1647 году Макколла вместе со своими отрядами поступил на службу к ирландской католической конфедерации, возглавлявшей борьбу против протестантов и англичан. Часть войск Макколлы было приписано к армии Ленстера, другая часть — к армии Манстера. Однако уже к концу года большая часть этих солдат пала в кровавых битвах с англичанами. Сам Аласдер Макдональд был пленён войсками английского парламента в сражении при Нокнанауссе и вскоре убит.